# Iglesia del Pueblo Guanche
La Iglesia del Pueblo Guanche es una religión neopagana y reconstruccionista fundada en 2001 en la ciudad de San Cristóbal de La Laguna (Tenerife, Islas Canarias, España). Según sus seguidores esta organización es la encargada de rescatar y difundir la religión del pueblo guanche.

## Características
Fue fundada por un grupo de canarios, devotos de la Diosa Madre aborigen Chaxiraxi. La Iglesia expresa a través del discurso religioso-espiritual su identificación con el pasado aborigen del archipiélago canario.
Según las palabras de su máximo representante, Eduardo Pedro García Rodríguez quién toma el nombre de Guadameñe Arguma Anez´ Ram n Yghaesen: «...La Iglesia del Pueblo Guanche tiene como uno de sus objetivos principales rescatar y actualizar la religión de nuestros ancestros, lo que incluye sus divinidades, rituales y valores, adaptándolos a las necesidades del canario actual...».
De este modo pretenden, alcanzar la regeneración moral, religiosa, espiritual y material de lo que ellos consideran la matria o nación canaria (fundamentada en una unidad histórica, social, étnica y territorial de las Islas Canarias). La Iglesia está vinculada a organizaciones independentistas como el Movimiento por la Autodeterminación e Independencia del Archipiélago Canario (MPAIAC).
La Iglesia define que su misión es efectuar y difundir la adoración a la Diosa Madre Universal, que en Canarias adopta el nombre de Chaxiraxi (identificada por la Iglesia católica como la Virgen de Candelaria, patrona de las Islas Canarias). Se reconoce así como una religiosidad que persigue la regeneración de la humanidad a través de la Diosa, pero que también mira al pasado como un medio de reivindicación identitaria.
Esta religión representa un modelo neopagano muy estructurado conectado con todas aquellas religiones de la Diosa en otros muchos lugares. La Iglesia del Pueblo Guanche se asemeja a otras organizaciones fundadas en otros países que pretenden restaurar la antigua religión pagana tales como el Dodecateísmo de Grecia y el Odinismo o Asatrú de los países nórdicos.
Esta Iglesia se define a sí misma como "la continuadora de la Mitología guanche", por lo que prácticamente tiene la misma estructura religiosa. Desde la perspectiva de sus fieles, el culto a la Diosa Madre ha tomado distintos matices en los diferentes lugares. En Canarias ha adoptando el nombre de Chaxiraxi ("La Sustentadora del Cielo"), por lo que la Iglesia del Pueblo Guanche mantiene estrecha colaboración con otros movimientos neopaganos, sobre todo los que reivindican la Diosa Madre. Por esta razón, la Iglesia adopta también símbolos representativos de la Diosa Madre de otras religiones.

## Creencias
La Iglesia del Pueblo Guanche se articula alrededor de la creencia en la Diosa Chaxiraxi (invocada como diosa madre) y en otros dioses menores tales como Magec (el sol), Achuguayu o Achuguayo, etc. En su cosmogonía, el universo es una manifestación de Chaxiraxi que no tiene principio ni fin, aunque está en perpetua evolución.
El ser humano está formado por dos espíritus: el espíritu libre y el espíritu vital. Tras la muerte, el espíritu libre trasciende a la Diosa, mientras que el espíritu vital permanece en la tierra en el lugar en el que desarrolló su vida. Se le otorga gran importancia al culto a los antepasados.
Uno de los puntos más controvertidos de este culto desde el punto de vista histórico es la creencia de la existencia de una iglesia nativa en Canarias muy anterior a la conquista. Esto debido a que los aborígenes canarios provenían del norte de África y llegaron a las islas en un período cercano a los comienzos de la era cristiana, cuando esta religión comenzaba a extenderse por el entorno mediterráneo y constituyéndose así, una iglesia nativa en el archipiélago similar a la Iglesia celta de las islas británicas. Siendo esta la razón por la que este culto adopta la denominación cristiana de «Iglesia». La religión guanche sería por tanto una forma de cristianismo muy básica y primitiva, pues los aborígenes habrían llegado ya al archipiélago cristianizados, aunque con elementos sincréticos de su cultura bereber. De esta manera explica la Iglesia del Pueblo Guanche la relativa similitud de algunos aspectos de la religión aborigen canaria con ciertos conceptos religiosos judeocristianos.
Sin embargo, esta creencia o teoría no ha podido ser demostrada ni arqueológicamente ni por los escritos de los cronistas que transcribieron las costumbres nativas tras la conquista. La mayoría de los investigadores coinciden en que la cristianización de los aborígenes se produjo en los momentos previos a la conquista, es decir, en torno al siglo XV y tuvo lugar en Canarias y no en el norte de África.

## Clero
La Iglesia del Pueblo Guanche está dirigida por un Sumo Sacerdote (Guadameñe en idioma guanche). Este puede ser hombre o mujer. Según la creencia de la Iglesia, el Guadameñe es inspirado y en él radica el espíritu de la Diosa, el cual lo transmite al resto de miembros del clero por imposición de manos, los cuales a su vez lo transmiten a los fieles por medio de rituales tales como bautizos, bodas o sepelios.
El Guadameñe es asesorado por un consejo llamado Amusnausy. Los llamados Faykanes son un grupo que forman el llamado Gran Tagoror de la Diosa Madre (lugar de reunión). Estos a su vez dirigen a los Kankus (sacerdotes), Maguadas (sacerdotisas) e Iboibos (oficiantes de funerales).

## Rituales

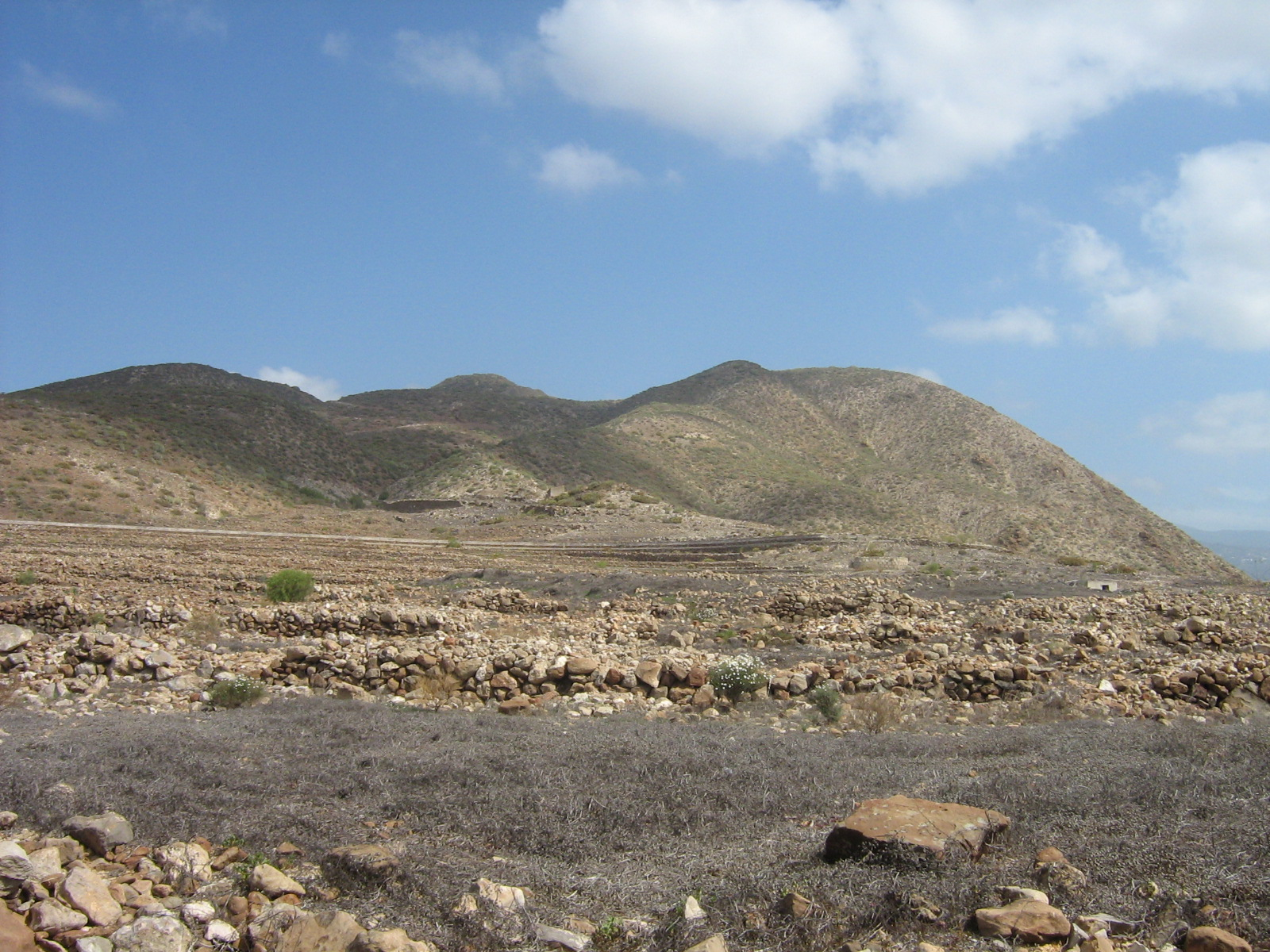
Montaña de Guaza en el sur de Tenerife, lugar considerado sagrado por los miembros de la Iglesia del Pueblo Guanche.

Es importante destacar que la Iglesia lleva a cabo diversos rituales con una periodicidad variada que suele rondar los dos o tres meses. Estos suelen llevarse a cabo en la naturaleza, generalmente en cimas de montañas y en cuevas.
En 2002, se celebró en Tenerife la primera boda guanche celebrada tras la conquista de Canarias. El espacio elegido para la celebración estaba ubicado en el municipio sureño de Arona, en la montaña de Guaza, considerada sagrada por la Iglesia. Este acto contó con la presencia masiva de medios de comunicación, principalmente televisivos y también la asistencia de curiosos y turistas.
También se celebran ritos solsticiales y bautizos neopaganos así como otros diversos actos, además de otras reuniones informales y cónclaves del clero.

## Festividades
La Iglesia del Pueblo Guanche cree que muchas tradiciones religiosas católicas de Canarias tienen origen en la cultura nativa del archipiélago, fiestas tales como: la de la Virgen de Candelaria, la Bajada de la Rama de Agaete, la Noche de San Juan, etc. Por esta razón, asumen estas tradiciones aunque con sentido neopagano.
La Iglesia posee su propio calendario, el cual oficialmente comienza con la primera celebración del Achu n Magek en el año 2001. Según su sistema este es el año I de la Nueva Era Guanche, por lo que el año 2017 sería el año 17 en su calendario. El Achu n Magek se celebra el 21 de junio, coincidiendo con el solsticio de verano y es considerada una de las principales fechas de celebración de la Iglesia, junto al Beñesmer, la más importante.

## La Iglesia en la actualidad
En la actualidad, la Iglesia tiene unos 300 adeptos (2008), pero su número crece progresivamente. Su sede se encuentra en la ciudad de San Cristóbal de La Laguna (Tenerife).
El 14 de enero de 2006, la Iglesia del Pueblo Guanche se constituía legalmente como tal con documento notarial, y actualmente se encuentra en trámites para su inscripción en el Registro de Entidades Religiosas del Ministerio de Justicia español.
La Iglesia del Pueblo Guanche se encuentra incluida en los estudios sobre religiones minoritarias de Canarias.

## Consideraciones académicas
En palabras del profesor de la Universidad de La Laguna, Francisco Díez de Velasco con respecto a la Iglesia del Pueblo Guanche: «...trata de reconstruir la religión de los antiguos moradores de Canarias, los cultos anteriores a la Conquista, y se podría comparar con otros neopaganismos como los neodruidas de Irlanda o Galicia...»
Dicho profesor tiene también una actitud crítica: «...es muy complicado acercarse a la realidad de cómo fue esa religión; para empezar ellos se llaman Iglesia del Pueblo Guanche y ese concepto no existía por aquel entonces...».